# Rebekka Salzer
Rebekka Salzer (* 10. April 1979 in Horn) ist eine österreichische Journalistin und Fernsehmoderatorin. Seit 2019 moderiert sie das wöchentlich ausgestrahlte ORF-Parlamentsmagazin Hohes Haus.

## Ausbildung
Nach Schulaufenthalten in Horn und Krems studierte Salzer Handelswissenschaften an der Wirtschaftsuniversität Wien sowie an der University of Vermont (USA).

## Beruflicher Werdegang
Nach einigen Jahren in der Privatwirtschaft begann Salzer ihre journalistische Karriere beim Privatradio als Redakteurin und Nachrichtenmoderatorin. Im Jahr 2012 erfolgte der Wechsel zum ORF-Fernsehen. Dort arbeitete sie unter anderem für die Magazine „heute konkret“, „Eco“ sowie in der „ZiB“-Wirtschafts- und „ZiB“-Chronikredaktion. Darüber hinaus sammelte sie Erfahrungen beim ORF Radio (Ö1-Innenpolitik) und im Zuge eines dreimonatigen Aufenthalts als Korrespondentin im ORF-Büro in Brüssel. Zuletzt gehörte Salzer zum Team der „ZiB“-Innenpolitik-Redaktion und zum Kreis der „Pressestunde“-Gastgeber. Seit 2019  präsentiert sie das ORF-Parlamentsmagazin Hohes Haus, das wöchentlich sonntags auf ORF 2 ausgestrahlt wird.
Seit Jänner 2022 moderiert sie auch regelmäßig die Kurzausgaben der ZIB in der Früh und am Vormittag (07:00 bis 09:00 Uhr, sonntags auch um 11:00 Uhr) und die ZiB um 13:00 Uhr.

## Auszeichnungen
- 2018: Silver Living JournalistInnen Award[2] für den TV-Beitrag „Ein Tag im Hospiz“.[3][4]